# Brookesia nana
Brookesia nana är en art i familjen kameleonter. Artepitet i det vetenskapliga namnet är bildad av det latinska ordet nana som betyder kvinnlig dvärg. I svenska medier beskrivs arten ibland som nano-kameleont, efter det engelskspråkiga trivialnamnet nano-chameleon.
Med en absolut längd av 21,6 mm för ett exemplar av hankön samt en absolut längd av 28,9 mm för ett exemplar av honkön antas Brookesia nana vara det minsta nu levande kräldjuret på jorden. Kroppsfärgen är ljusbrun med några mörkare mönster. Denna kameleont har en liten tagg vid höften men saknar taggar på svansen. Honor har många små knölar på kroppen.
Individer upptäcktes 2021 i en regnskog vid bergmassivet Sorata på nordöstra Madagaskar. Enligt uppskattningar har arten kvalster och hoppstjärtar som föda. Denna kameleont är nattaktiv och den gömmer sig under gräsets blad.
Fyndplatsen ingår i en skyddszon, men i det angränsande området pågår skogsavverkning, svedjebruk och nötkreatursuppfödning. Forskargruppen som beskrev arten föreslår att IUCN listar Brookesia nana som akut hotad (CR).